# Cmentarz żydowski w Drohiczynie
Cmentarz żydowski w Drohiczynie – zajmuje powierzchnię 0,45 ha, na której zachowało się około stu nagrobków, z których wiele jest rozbitych lub uszkodzonych.